# CM-2202
La CM-2202 es una carretera que discurre por la comunidad autónoma de Castilla-La Mancha, España.

## Trazado
La carretera CM-2202 une las localidades conquenses de Motilla del Palancar y Campillo de Altobuey, tiene una longitud de 11 kilómetros y presenta un estado del firme en bastante buen estado, si bien cuando llueve quedan rodaduras con agua que pueden resultar bastantes molestas.
Esta carretera antiguamente pertenecía a la red provincial de carreteras de la Diputación de Cuenca, no estaba asfaltada sino que contaba con un material aglomerado de piedra prensada, tenía muchos baches y muchas curvas y era muy estrecha (no tenía más de 4 metros de anchura), lo que la convertía en una carretera bastante peligrosa, dado la gran cantidad de tráfico que soportaba tanto de vehículos pesados, ligeros y maquinaria agrícola.
La carretera fue transferida a la Junta de Comunidades de Castilla-La Mancha que procedió a su acondicionamiento tal y como hoy la conocemos, eliminando gran cantidad de curvas, ampliando su anchura y creando arcenes.

## Desvíos y accesos
| Kilómetro | Tipo de Enlace      | Accesos                                                                                    |  |
| --------- | ------------------- | ------------------------------------------------------------------------------------------ |  |
| 0         | Inicio              | Motilla del Palancar (N-3) / Madrid-Valencia                                               |  |
| 9.5       | Rotonda             | Desvío Campillo de Altobuey / Polígono industrial / Cementerio / Desvío CM-211 Minglanilla |  |
| 10        | Puente sobre CM-211 |                                                                                            |  |
| 11        | Rotonda             | Acceso Campillo de Altobuey/ Desvío CM-211 Almodóvar del Pinar                             |  |
| 11.5      | Fin                 | Campillo de Altobuey centro población                                                      |  |